# Kishni
Kishni è una suddivisione dell'India, classificata come nagar panchayat, di 8.913 abitanti, situata nel distretto di Mainpuri, nello stato federato dell'Uttar Pradesh. 